# Rodrigo Izquierdo
Rodrigo Andrés Izquierdo Díaz (San Ramón, Uruguay, 19 de noviembre de 1992) es un futbolista uruguayo. Juega como defensa y actualmente milita en el Sud América de la Segunda División.

## Clubes
| Club                    | País    | Año         |
| ----------------------- | ------- | ----------- |
| Cerro                   | Uruguay | 2014 - 2017 |
| Club Atlético Zacatepec | México  | 2017 - 2019 |
| Cerro                   | Uruguay | 2019 - 2020 |
| Albion Football Club    | Uruguay | 2021 - 2022 |
| Sud América             | Uruguay | 2023 - act. |